# 12534 Janhoet
12534 Janhoet este un asteroid din centura principală de asteroizi.

## Descriere
12534 Janhoet este un asteroid din centura principală de asteroizi. A fost descoperit pe 1 iunie 1998 la Observatorul La Silla de Eric Walter Elst. El prezintă o orbită caracterizată de o semiaxă mare de 2,69 ua, o excentricitate de 0,11 și o înclinație de 9,3° în raport cu ecliptica.